# Allophylus myrianthus
Allophylus myrianthus är en kinesträdsväxtart som beskrevs av Ludwig Radlkofer. Allophylus myrianthus ingår i släktet Allophylus och familjen kinesträdsväxter. Inga underarter finns listade i Catalogue of Life.